# Roman Rasskazov
Roman Vladimirovich Rasskazov (Kovylkino, Mordóvia, 28 de abril de 1979) é um atleta russo, praticante de marcha atlética, que foi Campeão do Mundo de 20 km marcha em 2001. Esteve presente nos Jogos Olímpicos de Sydney 2000 onde foi 6º classificado também nos 20 quilómetros.
Como recorde pessoal, fez a marca de 1:17:46 h nos 20 km marcha, que à data em que foi realizada (19 de maio de 2000), igualava o recorde mundial que era pertencente ao guatemalteco Julio René Martínez.
Decidiu terminar a sua carreira na temporada de 2004, com apenas 25 anos de idade.